# George Fownes
George Fownes (Londres, 14 de maio de 1815 — Brompton, 31 de janeiro de 1849) foi um químico inglês.
É conhecido por ter preparado o furfural e a benzolina em 1845, os primeiros exemplos de alcalóides vegetais.